# Талышханов, Мир Кязим-бек
Мир Кязим-бек (Мирза-Казым-бек) Талышханов (Талышинский) (азерб. Mirkazım bəy Talışxanov, 17 июля 1855 года, Баку — 1938 год, там же) — военнослужащий, генерал-майор Российской императорской армии, являвшийся выходцем из семьи Талышских ханов, которые были сефевидского происхождения. Сейид.
Родился в Баку в 1855 году, старший сын штабс-капитана Мир-Али-хана Талышханова. Мир Кязым-хан (бек) являлся старшим братом российского военачальника, генерал-майора Мир Асад-бека Талышханова и правнуком Мир Мустафа хана Талышинского правителя Талышского ханства. Общее образование получил в Бакинском реальном училище.
В службу вступил 1 сентября 1876 года юнкером рядового звания вo 2-е военное Константиновское училище. В апреле 1878 года выпущен прапорщиком в Мингрельский 16-й гренадерский полк Кавказской гренадерской дивизии. С 26 июня 1882 года подпоручик.
5 марта 1883 года был прикомандирован к Тифлисскому пехотному юнкерскому училищу для исполнения должности младшего офицера. 8 марта того же года за отличие по службе произведён в поручики. С 1884 по 1889 год — делопроизводитель, учреждённого при училище, суда. Штабс-капитан с 24 августа 1886 года. За отличия по службе 24 августа 1889 года награждён орденом Св. Станислава 3-й ст. 12 августа 1889 года назначен квартирмейстером училища.
В январе 1891 года штабс-капитан Талышханов был возвращён в свой полк и вскоре был утверждён в должности командира 13-й роты. За отличие по службе 25 марта 1894 года произведён в капитаны. 3 февраля 1896 года награждён орденом Св. Анны 3-й ст.
За отличие по службе 26 февраля 1899 года произведён в подполковники с переводом в 119-й пехотный Коломенский полк. 15 мая 1900 года утверждён в должности командира 1-го батальона полка.
5 декабря 1901 года переведён по собственному желанию в 82-й пехотный Дагестанский полк 21-й пехотной дивизии. 6 августа 1902 года назначен командиром 1-го батальона полка. За отличие по службе 28 марта 1904 года награждён орденом Св. Станислава 2-й ст.
10 сентября 1904 года назначен командиром 3-го батальона 206-го Ларго-Катульского резервного пехотного полка. В 1904—1906 гг. — командир 55-го запасного пехотного батальона. 29 апреля 1906 года был назначен командиром 1-го батальона 82-го Дагестанского пехотного полка. 30 мая 1907 года назначен командиром отдельного батальона 222-го резервного Шацкого полка. 21 марта 1908 года произведён в полковники.
29 января 1909 года был назначен командиром 250-го Ахульгинского резервного батальона. 12 сентября 1910 года был назначен командиром 3-го Сибирского стрелкового полка 1-й Сибирской стрелковой дивизии.
В 1909 году подал прошение о смене своей фамилии на «Талышинский», которую члены других ветвей рода носили уже с 1880-х годов. Имеются данные, что оно было удовлетворено в ноябре 1911 года в отношении Мир Кязим-бека и его потомков, но в официальных документах и публикациях Российской империи после 1909 года сохранялось написание «Талышханов».
24 июля 1913 года высочайшим приказом был произведён в генерал-майоры и уволен от службы по возрастному цензу с мундиром и пенсией. Проживал с семьёй в Тифлисе, на Великокняжеской улице, дом № 80 (ныне улица Дмитрия Узнадзе).   
В начале декабря 1917 года штаб Кавказского фронта предложил провести национализацию отдельных частей, в первую очередь — 219-го пехотного запасного полка, дислоцированного в Елизаветполе, на базе которых должен был формироваться Мусульманский корпус. Закавказский комиссариат поддержал это предложение и 18 декабря 1917 года (по другим сведениям — 11 декабря) издал постановление о формировании грузинского, армянского, мусульманского (азербайджанского) и русского корпусов, которые, как предполагалось, должны были заменить покидавшие Кавказский фронт части русской армии.
Формирование Мусульманского корпуса (командир — генерал-лейтенант Али Ага Шихлинский) было начато согласно приказу № 155 от 11 декабря 1917 года главнокомандующего войсками Кавказского фронта генерала от инфантерии М. А. Пржевальского. Проживавший в то время в Тифлисе отставной генерал-майор Мир Кязим-бек Талышинский, был вновь принят на военную службу с тем же чином и назначен командиром 1-й пехотной дивизии формировавшегося Мусульманского корпуса (с 26 июня 1918 года Отдельный Азербайджанский корпус).
В Азербайджанской Демократической Республике (1918—1920 гг.) служил в должности Ленкоранского окружного инспектора Министерства призрения.
С 1889 года был женат на Масуме-ханым, дочери надворного советника Ага-бека Ядигарова. У пары было четверо детей (Сара-Бегум-ханым, 07.02.1890 — ?; Лия-Бегум-ханым 08.02.1891 — ?; Зулейха-Бегум-ханым 03.08.1892 — ? и Мир-Али-хан 09.09.1895 — ?). Также являлся опекуном троих детей своего младшего брата, подполковника Мир-Мамед-Гасан-Хана Талышинского, погибшего 22 сентября 1914 года в бою с австро-венгерскими войсками.

## Награды
- Медаль «В память русско-турецкой войны 1877—1878» (09.10.1878)
- Орден Святого Станислава 3-й степени (24.08.1889)

- Орден Святой Анны 3-й степени (03.02.1896)
- Медаль «В память царствования императора Александра III» (09.11.1896)

- Орден Святого Станислава 2-й степени (28.03.1904)